# Eustaquio Linhares Borges

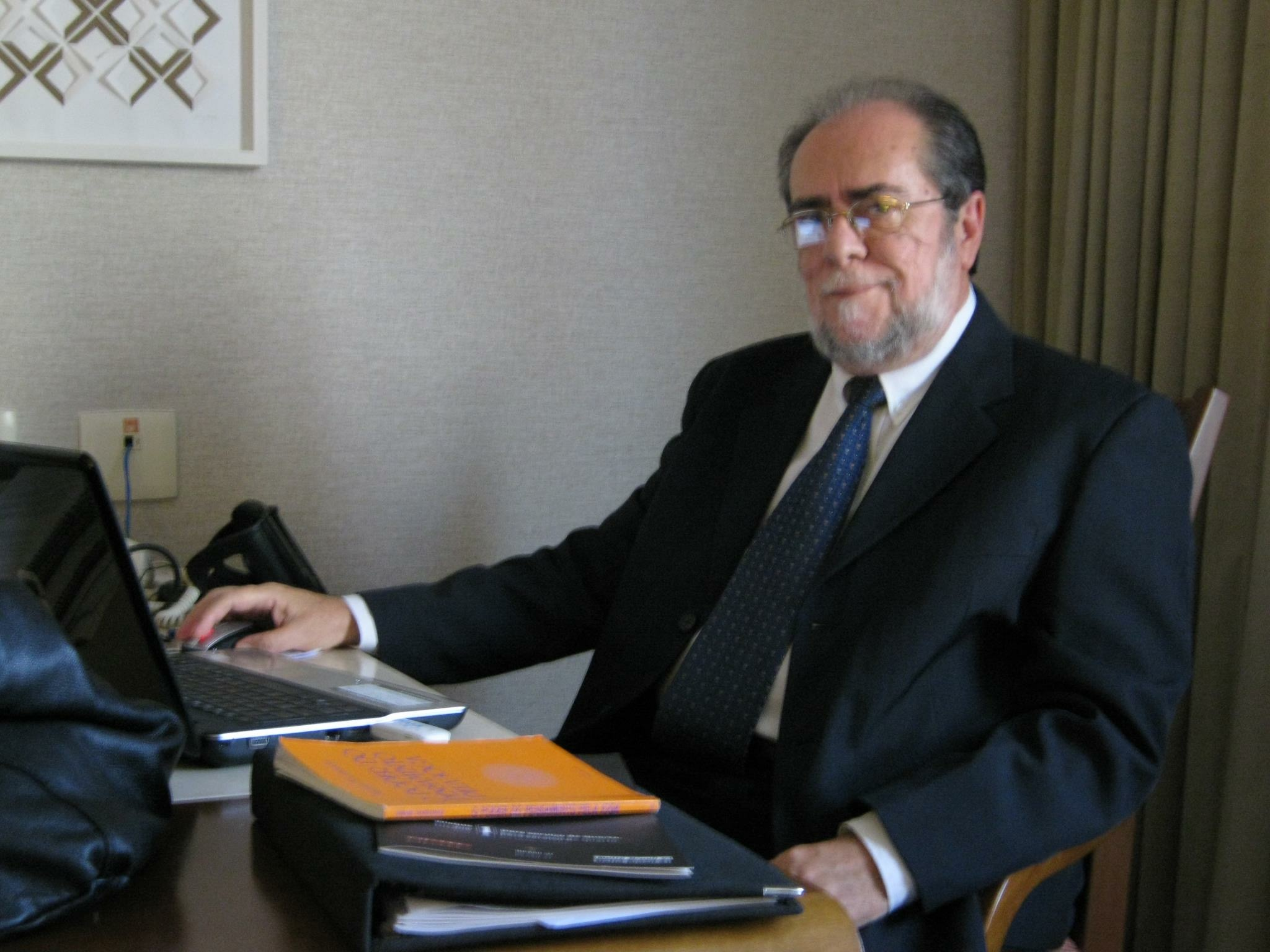
Eustaquio Linhares Borges

Eustáquio Linhares Borges (Astolfo Dutra, 3 de junho de 1947 — Salvador, 17 de junho de 2016), foi professor, farmacêutico-bioquímico e toxicólogo brasileiro.

## Biografia
Graduado em farmácia e bioquímica pela Universidade Federal de Juiz de Fora (1971), o Professor Eustáquio Linhares Borges elegeu a toxicologia como área de interesse e atuação, e se tornou uma das principais autoridades brasileiras neste ramo das ciências farmacêuticas.[carece de fontes?]
Mestre em análises toxicológicas pela Universidade de São Paulo (1977), trabalhando com resíduos de inseticidas organoclorados em cacau, foi professor das disciplinas de toxicologia na Faculdade de Farmácia da Universidade Federal da Bahia, desde 1973 até aposentar-se em 2002. Ao longo desse período, dividiu-se entre a vida acadêmica e a saúde pública, sendo responsável pela implantação do Laboratório de Análises Clínicas e Toxicológicas da Fundação Monte Tabor - Hospital São Rafael, em Salvador, e pela coordenação do Programa de Saúde Ambiental do estado da Bahia, com ações nas áreas de saneamento básico e saúde ambiental, com atuação muito proficiente como Conselheiro do Conselho Estadual de Proteção dos Recursos Ambientais–CEPRAM, representando a Secretaria da Saúde.

## Contribuições para a toxicologia
Titulado Cientista Pesquisador no Campo da Toxicologia pela Universidade de Ghent, na Bélgica, (Research Scientist in The Field of Toxicology at The State University of Ghent-Belgium), foi Presidente da Sociedade Brasileira de Toxicologia, no período 1988/91, organizou e presidiu o V Congresso Brasileiro de Toxicologia, III Seminário do Sistema Nacional de Informações Tóxico-Farmacológicas e o I Encontro de Toxicologia do Mercosul, em Salvador, Bahia, em 1987, rompendo com a tradição até então estabelecida desses congressos no eixo São Paulo-Rio de Janeiro. Cumpriu diversos mandatos como Vice-Presidente eleito do Conselho Regional de Farmácia da Bahia (CRF-BA).
Foi homenageado com vários prêmios e condecorações pelas relevantes contribuições prestadas à profissão farmacêutica, às associações científicas, organizações públicas e à sociedade, e forneceu seu nome às bibliotecas técnicas do Grupo Santa Helena da Bahia e da Intertox de São Paulo.
O prof. Eustáquio Borges foi responsável pela criação do CIAVE-BA (Centro de Informações Antiveneno), junto à Secretaria da Saúde do Estado (SESAB), em 1980. Desempenhando um papel primordial na salvaguarda da saúde pública no estado e região Nordeste, o CIAVE foi o segundo serviço de Toxicologia do país a entrar em funcionamento, e é atualmente responsável pelo diagnóstico e terapêutica de pacientes intoxicados; realização de análises toxicológicas de urgência; identificação de animais peçonhentos e plantas venenosas; controle e manutenção de banco de antídotos; além de fornecimento de informações toxicológicas para a Bahia e outros estados do Nordeste.[carece de fontes?]

## Contribuições para a comunidade acadêmica
Com visão diferenciada sobre a evolução e as interfaces entre o ensino e a profissão farmacêutica no século XXI, após aposentar-se, mantendo a dedicação que sempre teve pelo verdadeiro papel educador, foi coordenador do curso de Farmácia do Centro Universitário da Bahia (Estácio-FIB), instituição na qual se formaram tantos farmacêuticos por ele influenciados a um novo posicionamento e atitude frente às questões farmacêuticas e da Saúde Pública.[parcial?]
No decorrer de sua atuação profissional, desenvolveu um importante papel no contexto da saúde ocupacional e ambiental, e através de seus conhecimentos contribuiu com diversos trabalhos envolvendo investigações sobre contaminações ambientais e monitoramento de exposição de trabalhadores a agentes químicos no ambiente de trabalho.

## Publicações
Normal levels of plasmatic and red cells cholinesterase, USP, Rev. Saúde Pública vol.12 n.3 São Paulo Sep. 1978
AZEVEDO, Fausto Antonio. BORGES, Eustáquio Linhares. Breves referências aos aspectos toxicológicos do metanol. Salvador: Fund. José Silveira, 1990.
ENSINO FARMACÊUTICO: UMA REFLEXÃO CRÍTICA E SUAS POSSIBILIDADES NO BRASIL DO SÉCULO XXI, Revinter, vol 3, N.1, NOV/FEV 2010

## Homenagens
- Homenageado pelo Conselho Federal de Farmácia, em Janeiro de 2011, pelo dia do Farmacêutico.[8]
- Homenageado pelo CIAVE, em 12 de Setembro de 2013, durante a comemoração dos 33 anos do Centro de Informações Antiveneno da Bahia
- Homenageado pela Deputada Federal Alice Portugal, na 162ª SESSÃO DA CÂMARA DOS DEPUTADOS, em 28 de Junho de 2016, quando foi dada a sua nota de falecimento com grande pesar e perda para a sociedade e comunidade acadêmica.[9]
- Homenageado pelo Conselho Regional de Farmácia do Estado da Bahia, em 19 de dezembro de 2019, que conferiu o nome do Professor Eustáquio Linhares Borges ao auditório da instituição, em sua sede.